# Virginia Cherrill
Virginia Cherrill (Chartage, 12 aprile 1908 – Santa Barbara, 14 novembre 1996) è stata un'attrice cinematografica statunitense.

## Biografia
Nata in una cittadina rurale nell'Illinois, si trasferì a Hollywood grazie all'amicizia con l'attrice e agente cinematografica Sue Carol. 
La sua fama è legata al ruolo della fioraia cieca nel film Luci della città (1931), in cui recitò con Charlie Chaplin, che la scelse dopo averla conosciuta in occasione di un incontro di boxe. La lavorazione del film fu difficile per la Cherrill, che non aveva sufficiente esperienza nella recitazione e che rischiò più volte di essere licenziata.
Nello stesso anno fu protagonista della commedia romantica Girls Demand Excitement (1931), dove recitò accanto a John Wayne, allora giovane attore in cerca di affermazione.
Nel 1933 passò dalla MGM alla Fox, dopo aver terminato le riprese di The Nuisance, ma le vennero offerte solo parti minori e la sua breve carriera cinematografica declinò rapidamente, concludendosi nel 1936 con il film Troubled Waters, una delle prime apparizioni sugli schermi dell'attore britannico James Mason.
Si sposò quattro volte: dopo il primo matrimonio con Irving Adler, il 9 febbraio 1934 sposò l'attore Cary Grant, dal quale divorziò nel marzo dell'anno successivo. Il terzo matrimonio con il Pari britannico George Child-Villiers durò dal 1937 al 1946. Il quarto marito fu Florian Kazimierz Martini, asso dell'aviazione polacca, con cui fu sposata dal 1948 fino alla morte.

## Filmografia
- La via delle stelle (The Air Circus), regia di Howard Hawks e Lewis Seiler (1928)
- Luci della città (City Lights), regia di Charlie Chaplin (1931)
- Girls Demand Excitement, regia di Seymour Felix (1931)
- La trovatella (The Brat), regia di John Ford (1931)
- La piccola emigrante (Delicious), regia di David Butler (1931)
- Fast Workers, regia di Tod Browning (1933)
- The Nuisance, regia di Jack Conway (1933)
- Charlie Chan's Greatest Case, regia di Hamilton MacFadden (1933)
- Ladies Must Love, regia di Ewald André Dupont (1933)
- He Couldn't Take It, regia di William Nigh (1933)
- Il calore bianco (White Heat), regia di Lois Weber (1934)
- Money Mad, regia di Frank Richardson (1934)
- What Price Crime, regia di Albert Herman (1935)
- Late Extra, regia di Albert Parker (1935)
- Troubled Waters, regia di Albert Parker (1936)